# أميمة بن حفصية
أميمة بن حفصية، ممثلة تونسية بارزة، ابنة الممثلة المشهورة نعيمة الجاني، لها عدة مشاركات في عديد من المسلسلات أبرزها شوفلي حل وليام.
هي ابنة الفنانين التونسيين نعيمة الجاني والمنجي بن حفصية. اكتشفها المخرج صلاح الدين الصيد وقدمها وهي في الخامسة من عمرها في مسلسل  منامة عروسية في سنة 2000 ولاقى المسلسل نجاحا واسعا. قامت فيه بدور (سهام ابنة ساسية). قدمها المخرج نوري بوزيد في السينما في سنة 2002 من خلال بطولة فيلم عرائس الطين مع هند صبري وأحمد الحفيان وحصد الفيلم عدة جوائز. عملت في سنة 2003 في فيلم فرنسي -تونسي. في سنة 2004 مثلت في فيلم (كلمة رجال) ومن 2005 إلى 2009 اشتهرت بدور «فاطمة» في سلسلة «شوفلي حل» التي لاقت نجاحا باهرا. عملت في 2006 مع سلمى بكار في فيلم «خشخاش». في 2013 مثلت في مسلسل «ليام». في 2014 سلسلة «بنت امها» مع والدتها نعيمة الجاني ومسلسل «ناعورة الهواء»، في 2015 عملت في 3 أعمال «ناعورة الهواء 2 .الريسك، بنت أمها 2»
أعلن زواجها من «محمد العياري» في 2016م.

## فيلموغرافيا

### سينما
- 2002: عرائس الطين لنوري بوزيد
- 2004: كلام رجال لمعز كمون
- 2005: خُشْخاشْ لسلمى بكار
- 2017: حب الرجال لمهدي بن عطية

### التلفزيون
- 2000: مسلسل منامة عروسية لصلاح الدين الصيد: سهام
- 2004: مسلسل المركز (الحلقة 3 من الموسم 9): تونس لجيرار كلاين: الزاهية
- 2005 - 2006 - 2007 - 2008 - 2009: شوفلي حل (الأجزاء 1 و 2 و 3 و 4 و 5 و 6) لصلاح الدين الصيد وعبد القادر الجربي: فاطمة لبيض
- 2009: الفيلم التلفزي شوفلي حل لعبد القادر الجربي: فاطمة لبيض
- 2013: مسلسل لَيّام لخالد البرصاوي: سنية
- 2014 - 2015: مسلسل ناعورة الهواء (جزء1 و جزء 2) لمديح بلعيد: حياة
- 2014 - 2015: سلسلة بنت أمها ليوسف ميلاد ومخلص موالا: سارة
- 2015: مسلسل الريسك لنصر الدين السهيلي
- 2016: مسلسل الأكابر لمديح بلعيد
- 2016: الكاستينغ لعمر الشريف
- 2016 - 2019: صحبة غير درجين لحمزة المسعودي
- 2017: المنارة لعاطف بن حسين
- 2018: مسلسل تاج الحاضرة لسامي الفهري: نجمة
- 2020: مسلسل قلب الذيب لبسام الحمراوي: فطيمة
- 2021: مسلسل المليونير محمد چوك: الشرطية
- 2022: مسلسل براءة لمراد بالشيخ ولسامي الفهري
- 2023: مسلسل الجبل الأحمر لربيع التكالي: عبلة

### فيديوهات
- 2014: ومضة تحسيسية ماعادش بكري، بمناسبة التسجيل في القائمات الإنتخابية، أخرجها ستوديو تونس

### المسرح
- 2016: ملا عيلة! للصادق حلواس

## وصلات خارجية
- أميمة بن حفصية على موقع IMDb (الإنجليزية)
- أميمة بن حفصية على موقع قاعدة بيانات الأفلام العربية
- أميمة بن حفصية على موقع ألو سيني (الفرنسية)
- أميمة بن حفصية على موقع كينوبويسك (الروسية)